# Wilkinson (Indiana)
Wilkinson – miasto w Stanach Zjednoczonych, w stanie Indiana, w hrabstwie Hancock.